# 歌川国員
歌川 国員（うたがわ くにかず、生没年不詳）とは、江戸時代の大坂の浮世絵師。

## 来歴
三代目歌川豊国の門人かといわれる。大坂の人で歌川の画姓を称し一珠斎と号す。作画期は嘉永2年（1849年）から慶応3年（1867年）頃にかけてで、役者絵、美人画、相撲絵、風景画、風俗画、双六絵を描く。

## 作品
- 『手妻はや合点』　遊戯本　※十方舎一丸作、刊年不明
- 「浪花百景」　中判揃物錦絵　※嘉永頃。六花園芳雪、中井芳瀧との合作、国員は「四天王寺伽藍」などを描く。
- 「不知火諾右衛門」　大判錦絵　※嘉永頃
- 「浪花三幅対」　大判錦絵3枚続　※安政頃
- 「常住・片岡市蔵　朝比奈三郎・実川延三郎　ぼさ平・三枡大五郎」　中判錦絵3枚続　早稲田大学演劇博物館所蔵　※安政4年（1857年）正月、大坂中の芝居『けいせい長者艦』より